# 寺田十三夫
寺田 十三夫（てらだ とみお、1948年9月13日 - ）は、日本の音楽家・シンガーソングライター・ギタリスト。

## 略歴
1960年代後半
大学時代にアマチュアバンド「ザ・ビー・メン」のリードギタリストとして活動。当時の様子が、雑誌『ヤングミュージック』の1968年9月号にも掲載された。
1971年
MGMレコードの日本人アーチスト（シンガーソングライター）第１号としてシングル「一人になると」でメジャーデビュー。ロサンゼルスＭＧＭスタジオにてレコーディング。
1972年〜1974年
アルバム「信天翁（アホウドリ）」「雨上がりの街」「寺田十三夫と信天翁」をポリドール・レコード（MGMレコード）から順次リリース。アルバムには柳田ヒロ、田中清、武部秀明、市原宏祐、ブラウン・ライス、後藤次利らが参加。
1974年
タワー・オブ・パワー来日公演のオープニング・アクトを担当。
1976年〜1977年
柳ジョージ・近田春夫・泉谷しげるのバンドメンバーらと「アルバトロス」を結成、ワーナー・パイオニアレコードよりアルバム「アルバトロス」をリリース。 同1977年、ゲスト・ヴォーカルに柳ジョージを迎え、アルバム「ダイレクトカット・アルバトロス」をリリース。同1977年、アルバトロスwith柳ジョージとして『TAKE ONE』をリリース。
1982年
徳間音工（現・徳間ジャパンコミュニケーションズ）に日本初のロック・レーベルとして存在したBOURBON RECORDSから、その後THE ALFEE、安全地帯、杏里らの楽曲に英語の歌詞を提供する作詞家として活躍することになるリンダ・ヘンリックとのユニット「(OASIS)」を結成し、アルバム「(OASIS)」をリリース。
1978年〜1990年
作曲家、編曲家、スタジオ・ミュージシャン（ギタリスト）として早見優や渋谷哲平らへの楽曲提供を行う。
1990年〜2006年
北九州スペースワールドのメインショー及び季節イベント・ショーやパレードの音楽制作に従事する。
2001年
アルバム「信天翁（アホウドリ）」「雨上がりの街」「寺田十三夫と信天翁」をウルトラヴァイブよりCD化再リリース。 タワーレコード制作によるシリーズ「喫茶ロック」ユニバーサル編に「旅に出よう」 が収録される。
2005年
アルバム『ONE STEP FESTIVAL・CD』に1974年に郡山市で行われたロックコンサート『郡山ワンステップフェスティバル』 での演奏が収録される。

## ディスコグラフィー

### ソロ

#### シングル
- 今日が終わって／旅に出よう（1973年、ポリドール・MGMレコード、DM-2506）
- Songs Again（2013年11月20日、Viva Label）

#### アルバム
- 信天翁（アホウドリ）(1972年、ポリドール・MGMレコード、MM-2502）
- 雨上がりの街（1973年、ポリドール・MGMレコード）
- 寺田十三夫と信天翁（1974年、ポリドール・MGMレコード）
- バル☆ボラ（1997、TAKE OFF レーベル）
- Flight Of The Soul（2005年、ULTRA-VYBEレーベル、SOSE-5021）
- Dahlia（2013年11月20日、Viva Label、AITT-131106）
- Songs Again（2013年11月20日、Viva Label、AITT-131120）

### アルバトロス名義

#### シングル
- コロンの香り／地図のない空へ（1976年10月25日、ワーナー・パイオニアレコード・エレクトラ、L-46E）

#### アルバム
- アルバトロス（1976年10月25日、ワーナー・パイオニアレコード・エレクトラ、L-10053E）
- ダイレクトカット・アルバトロス（1977年、ワーナー・パイオニアレコード・エレクトラ、L-13001P）

### 陸前高田観光物産協会
- やなせたかしCD（2011年）-　「陸前高田の松の木」編曲を担当

## 実績

### イベント関係（音楽制作）
1985年　国際科学技術博覧会（UCCコーヒー館）
1989年　横浜博覧会（横浜そごう館 & 開港記念村）
1993年　大田国際博覧会（日本政府館）
1990年〜2006年　北九州スペースワールド（メインショー・季節イベント等）
2006年〜2009年　長崎ハウステンボス　花火イリュージョン"Around The World" 音楽制作 (作曲)

### CM (音楽・映像制作)
2007年　カタログ通販「シャディ」アズ・ユー・ライク TV-CM 音楽制作
2009年　ニューボレロ フェスティバル TV-CM 映像制作および音楽制作
2010年　UCC Coffee 企業TV-CM「ジャマイカ編」２タイプ
使用楽曲２曲、およびメイキング映像制作
その他

### TV・放送 (音楽制作）
1993年　NTV開局40周年記念ドラマ「西遊記」（主演：宮沢りえ）
1997年　NHKハイビジョン・フルＣＧ作品「世界の七不思議」
2007年　カタログ通販「シャディ」アズ・ユー・ライク販売促進用楽曲制作・TVCM全国オンエア
2007〜2007年　アジア初、ワールド・バリスタ・チャンピオンシップ イメージソング制作（7月31日〜8月3日東京ビッグサイトにおいて開催 / 日本スペシャルティコーヒー協会主催）
2007年　同曲は10月よりTOKYO FM「トレード・ウィンド」月〜金 pm 11:55〜12:00 テーマソングとしてオンエア
2009年　JAF 提供　TOKYO FM / 土曜日 am10:00「ECO BREAK」テーマソングを作曲・編曲
2009年　「ECO BREAK」テーマソングのミュージシャンらとユニット「ZERO 4 U」を結成
2012年　JAF Mate「美食同源」テーマソング・プロデュース
2013年　ディズニー・チャンネル「フィニアスとファーブ」　挿入歌「ペリシング 1125」編曲＆ギター・プレイ

### 映画・ゲーム（音楽制作）
1993年　映画「俺達は天使じゃない」監督：三池崇史
1994年　映画「女帝」監督：すずきじゅんいち
1994年　映画「凶銃ルガーP08」監督：渡邊武
1995年　映画「第三の極道」監督：三池崇史
1997年　映画「岸和田少年愚連隊（血煙純情篇）」監督：三池崇史
1998年　ゲーム「ロマンレーヌ」（メーカー：キングレコード）
その他多数

### イベント・ショー・コンサート（映像制作）
2005年　北九州スペースワールド、夏期限定ショー『HAREM』ステージ映像
2005年　UCCコーヒー　創業者上島忠雄/十三回忌追善・映像『上島忠雄伝』
2007年　2007年 アジア初、ワールド・バリスタ・チャンピオンシップ　オープニング映像制作
2009年　UCCコーヒー　上島達志 叙勲記念パーティー・レビューショーにおける映像制作
2009年　大阪厚生年金ホール「NEW BOLERO」コンサート、ステージ映像制作、出演：Liena Centeno（キューバ）／ORQUESTA ASTRORICO（タンゴ・日本）、秋元順子（日本）／MONTSERRAT（スペイン）
2013年〜2014年　「東京高円寺阿波おどり」イメージ映像制作

## エピソード・その他

### エピソード
- ファースト・アルバム「信天翁」の全曲はわずか1週間で書き上げられたという。
- 日本人アーティストとして初めてロサンゼルスのMGMスタジオでレコーディングをした際、フランク・シナトラなど米国のビッグアーチストを育てたドン・コスタなどアメリカのポップシーンで活躍していたプロデューサー達から絶賛を浴びた。
- 2001年に再発売された自身のCDのライナーノーツでファースト・アルバム「信天翁」に収録の「指きりげんまん」という曲を所属レーベルであるMGM社長のマイク・カーブ氏が大変気に入って、「MGMの専属作家にならないか」と誘ってきたが、断ってしまったことを後悔していると語っている。[8]
- 同じくライナーノーツで「当時、ライバル的存在にチューリップがいたんだ。財津君とは同期で友達だったし、お互いビートルズが好きだったからやりたいことも近かった。そのチューリップの2枚目を聴いた時は勝った！って思ったんだけど、向こうが売れちゃった（笑）」と語っている。[8]
- 最近では、宇崎竜童とダウンタウン・ブギウギ・バンドのベーシスト新井武士らとユニット「UNIQUE+3」を結成し、定期的にライブ活動を行っている。（2010年12月10日時点）[9]